# بام مونيوس ريان
بام مونيوس ريان (بالإنجليزية: Pam Muñoz Ryan)‏‏ (11 ديسمبر 1951 في بيكرسفيلد - ) مؤلفة، وروائية، وكاتِبة من الولايات المتحدة.